# 포스 맨
《포스 맨》(De Vierde Man, The Fourth Man)은 네덜란드에서 제작된 폴 버호벤 감독의 1983년 드라마, 미스터리, 스릴러 영화이다. 예로엔 크라베 등이 주연으로 출연하였고 롭 휴베르 등이 제작에 참여하였다.

## 출연

### 주연
- 예로엔 크라베
- 레니 소우텐디크

### 조연
- 돔 호프먼
- 돌프 드 브리스
- 한스 비어만

## 같이 보기
- 아포페니아